# Heptodon
L'eptodonte (gen. Heptodon) è un mammifero erbivoro estinto, appartenente ai perissodattili. Visse nell'Eocene inferiore (circa 50 - 49 milioni di anni fa) e i suoi resti fossili sono stati ritrovati in Nordamerica (Colorado, Wyoming).

## Descrizione
Questo animale doveva essere solo vagamente simile ai tapiri, con i quali era imparentato. Lungo circa un metro e alto forse 40 centimetri, Heptodon era dotato di un cranio basso e allungato, le cui ossa nasali non arretrate indicano che probabilmente non si era ancora formata la caratteristica proboscide dei tapiri attuali. È verosimile, invece, che ci fosse una sorta di labbro carnoso. Il peso di Heptodon doveva essere di circa 15 chilogrammi.
Era presente uno spazio (diastema) tra i canini e i premolari, ma non tra il primo e il secondo premolare. I premolari, inoltre, non avevano ancora acquisito un aspetto molariforme; i molari superiori erano lofodonti e privi di conuli, quelli inferiori erano dotati di creste trasversali. La zampa anteriore era ancora dotata di quattro dita.

## Classificazione
Descritto per la prima volta da Edward Drinker Cope nel 1880, Heptodon è noto per numerosi fossili provenienti dal Wyoming e dal Colorado, ed è considerato uno dei più antichi e basali fra i rappresentanti dei tapiroidi, il gruppo di mammiferi perissodattili a cui appartengono i tapiri e i loro parenti estinti. Considerato a lungo un rappresentante degli elaletidi (Helaletidae), una famiglia di tapiroidi considerata ancestrale ai tapiri, successive ricerche hanno determinato l'esclusione da questa famiglia; Heptodon è stato pertanto assegnato a una famiglia a sé stante, Heptodontidae (Holbrook, 1999), o generalmente ai Tapiroidea (Colbert e Schoch, 1998). Sono note due specie: H. calciculus e H. posticus.